# 格林 (紐約州村)
格林（英語：Greene）是位於美國紐約州希南戈縣的村。

## 人口
根據2020年美國人口普查的數據，格林的面積為2.86平方千米，當中陸地面積為2.77平方千米，而水域面積為0.09平方千米。當地共有人口1463人，而人口密度為每平方千米512人。